# Татево
Та́тево — село в Оленинском районе Тверской области России, в 12 км к юго-западу от Оленина, на дороге Оленино — Белый, в 1 км от реки Берёзы.

## История
В начале XIX века куплено дворянами Рачинскими.
В 1875 в Татеве открыта 4-классная земская школа (её окончили будущий художник Н. П. Богданов-Бельский и будущий врач, член-корреспондент АМН И. Л. Богданов).
В 1930 в Татеве создан колхоз, в 1936 организована МТС.
В современном Татеве — центральная усадьба совхоза «Оленинский», средняя школа, ДК, народный краеведческий музей.
Сохранились остатки усадебного комплекса 2-й пол. XVIII — нач. XIX вв.: главный дом с флигелями (кон. XVIII — 2-я пол. XIX в.), быв. церковь Троицы (2-я пол. XVIII в.), остатки регулярного парка с редкими породами деревьев.
В начале XX века здесь бывали художники А. П. Остроумова-Лебедева и Д. А. Шмаринов. На кладбище в Татеве похоронены В. А. Рачинская (сестра поэта Е. А. Баратынского) и С. А. Рачинский.
В братской могиле захоронены 77 советских воинов, павших в боях за Татево. В 1967 году (табличка на памятнике) в селе у школы открыт памятник выпускникам татевской школы, павшим в Великой Отечественной войне.
В 1992 году в селе 449 жителей, в 2008 — 356 жителей.
23 июня 2000 г. в селе Татево был открыт музей Н. П. Богданова-Бельского.

## Известные жители
Родина учёного и педагога, член-корреспондента Императорской Санкт-Петербургской академии наук С. А. Рачинского.

## Галерея

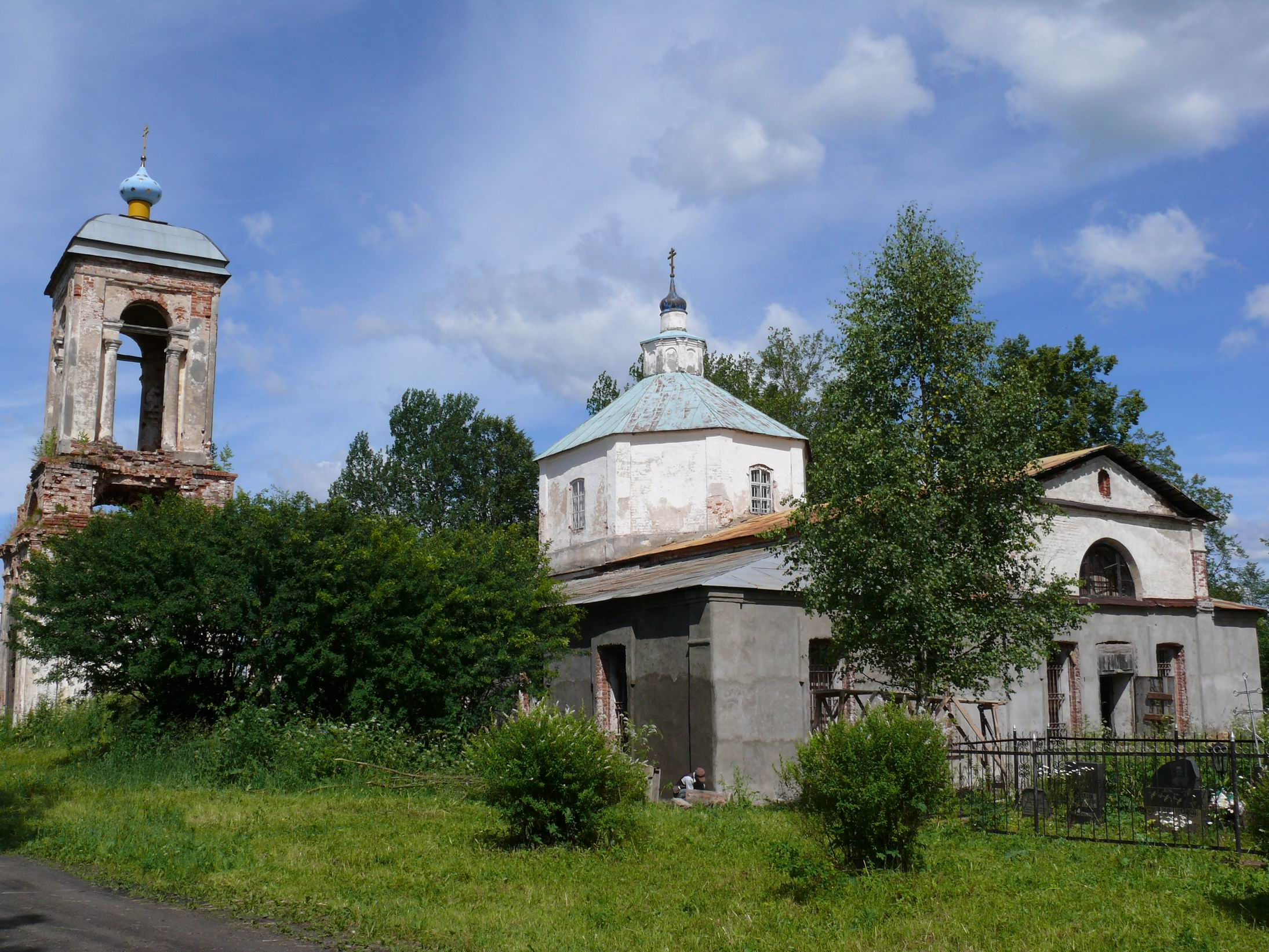
Троицкая церковь
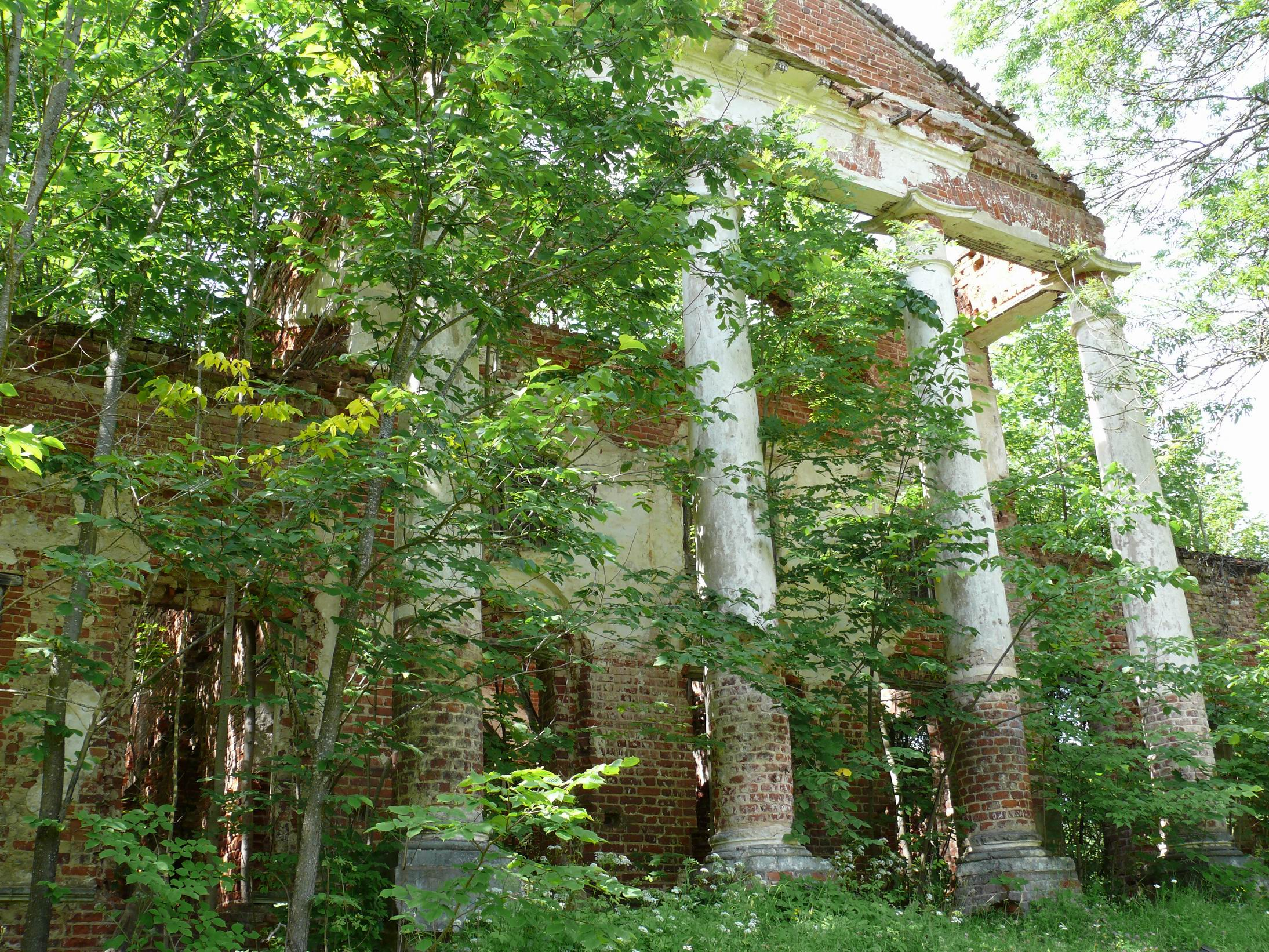
Развалины усадебного дома
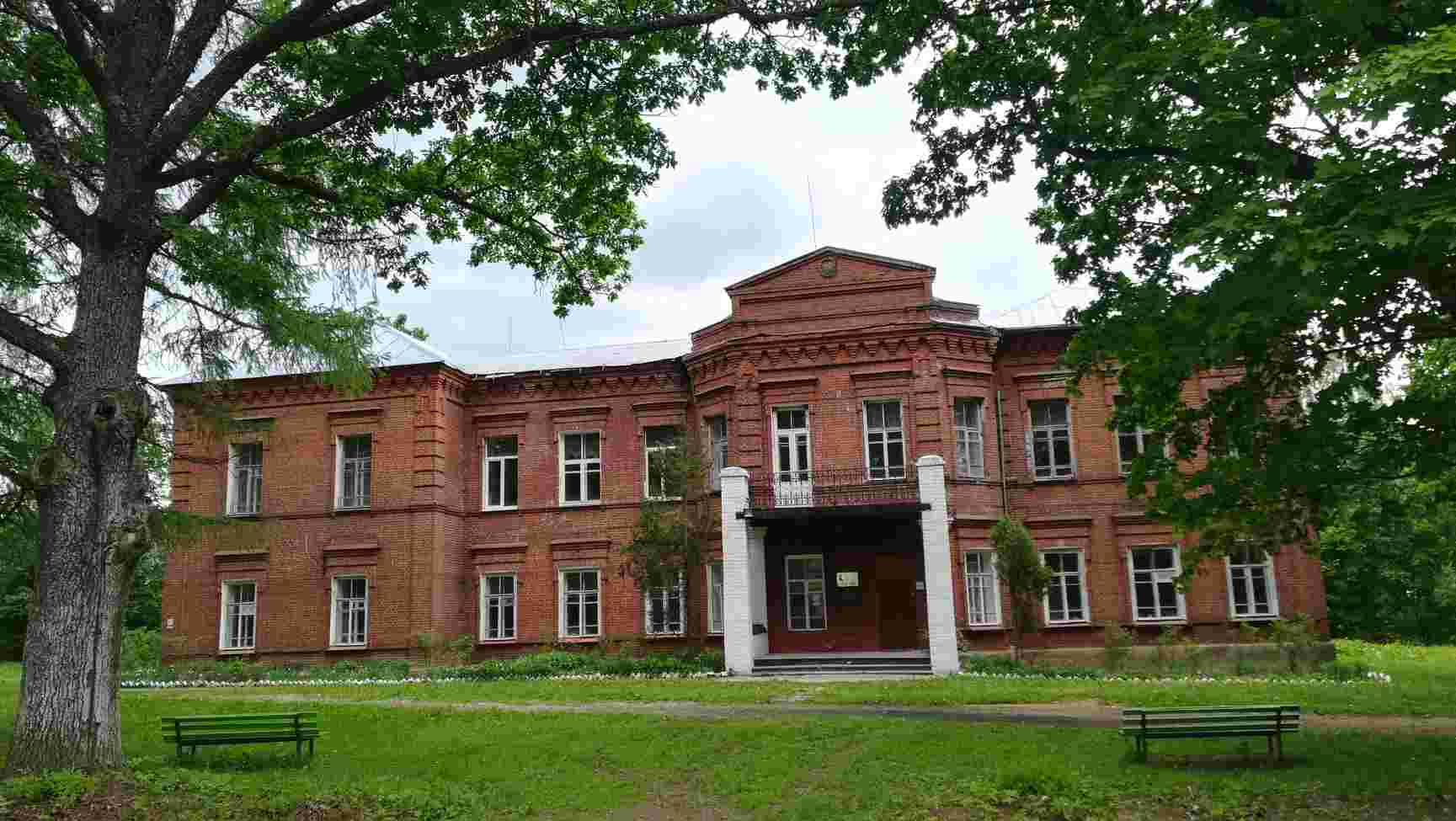
Татевская средняя школа имени С.А. Рачинского
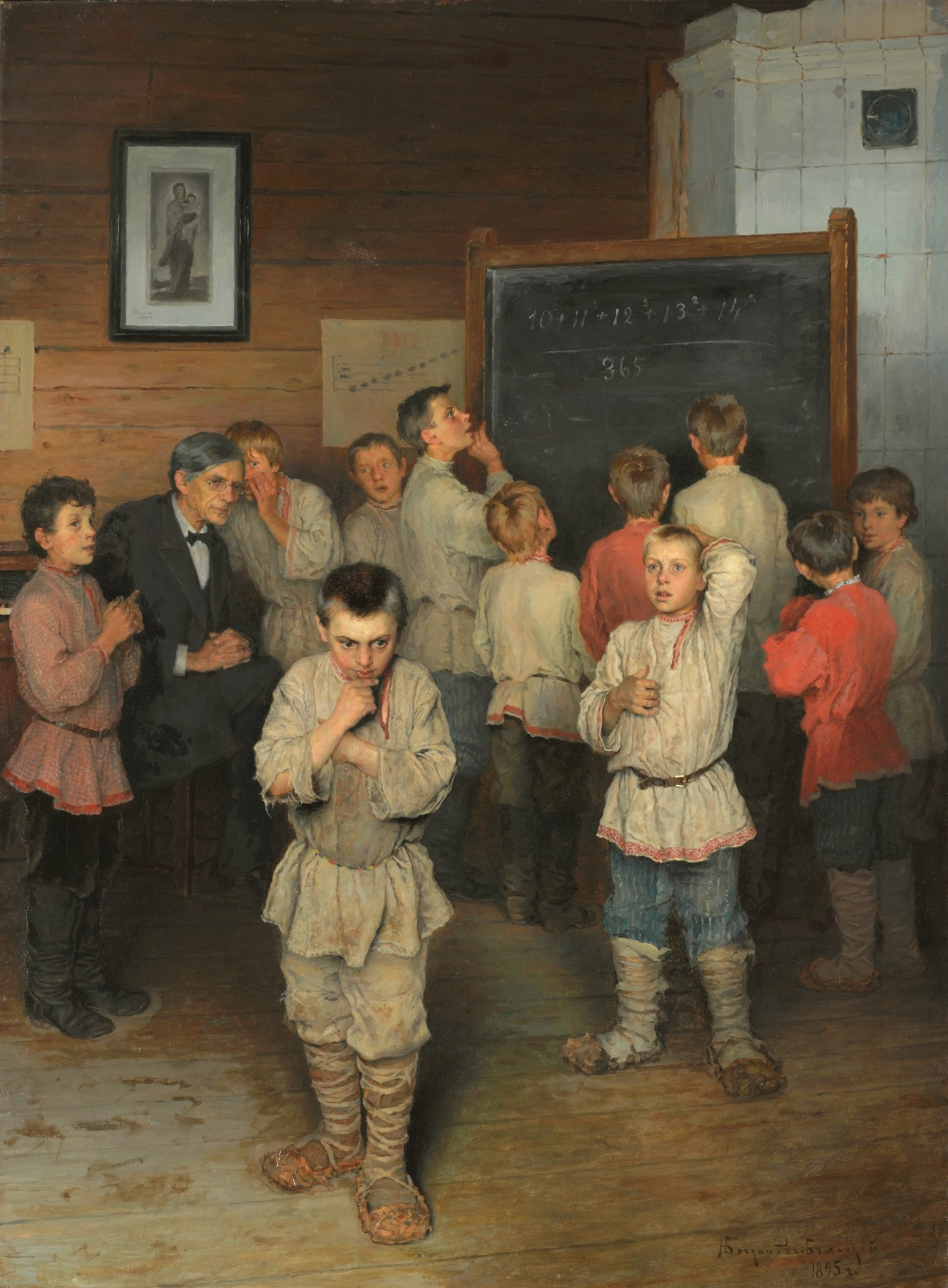
Картина Н.П. Богданова-Бельского «Устный счёт» написана в с. Татево